# Condado de Hill (Montana)
O Condado de Hill é um dos 56 condados do estado norte-americano de Montana. A sede de condado é Havre, que é também a sua maior cidade. O condado tem uma área de 7552 km² (dos quais 52 km² estão cobertos por água), uma população de 16 673 habitantes, e uma densidade populacional de 2,1 hab/km² (segundo o censo nacional de 2000). O condado foi fundado em 1912 e o seu nome é uma homenagem a James Jerome Hill (1838-1916), empresário norte-americano e canadiano, magnata dos caminhos-de-ferro, conhecido como The Empire Builder.